# Kuwejt na Letnich Igrzyskach Paraolimpijskich 2008
Kuwejt na Letnich Igrzyskach paraolimpijskich w Pekinie reprezentowało 6 zawodników.

## Medale
Kuwejtczycy nie zdobyli żadnego medalu

## Kadra

### Lekkoatletyka
- Hamad Aldwani
- Adel Alrashidi
- Maha Alsheranian

### Podnoszenie ciężarów
- Mahhammad Alkhalifah

### Szermierka na wózkach
- Tariq Alqallaf
- Abdullah Alhaddad